# Hà Thanh Toàn
Giáo sư.Tiến sĩ Hà Thanh Toàn, sinh ngày 15 tháng 1 năm 1963 tại xã Phước Thạnh, huyện Châu Thành, tỉnh Bến Tre. Ông là Đại biểu Quốc hội khóa XII , hiệu trưởng Trường Đại học Cần Thơ từ năm 2012-2023.
GS.TS Hà Thanh Toàn chính thức nghỉ hưu theo quy định từ ngày 01/11/2023.

## Quá trình công tác
- GS-TS. Hà Thanh Toàn từng học tại Trường Đại học Cần Thơ chuyên ngành chế biến, được đào tạo chuyên ngành thực phẩm 7 năm tại Hoa Kỳ.[2]
- Đảm nhiệm chức danh Phó Hiệu trưởng, trường Đại học Cần Thơ nhiệm kỳ 2006-2011.[2]
- Ngày 24/02/2012, GS-TS. Hà Thanh Toàn chính thức được Bộ Giáo dục và Đào tạo bổ nhiệm giữ chức vụ hiệu trưởng Đại học Cần Thơ nhiệm kỳ 2/2012 - 2017.[2]

## Chức năng, nhiệm vụ
- GS-TS. Hà Thanh Toàn là Ủy viên thường trực hội đồng Khoa học trường Đại học Cần Thơ nhiệm kỳ 2006-2011.

Các nhiệm vụ của GS-TS. Hà Thanh Toàn tại trường Đại học Cần Thơ như sau:
- Chịu trách nhiệm chung về hoạt động của trường trước Bộ Giáo dục & Đào tạo và với địa phương.
- Chịu trách nhiệm với cán bộ viên chức Trường, với Đảng ủy (và Thành ủy) về sự phát triển của Nhà trường theo các định hướng, các chủ trương, chính sách của Đảng và Nhà nước, NCKH và ứng dụng.
- Chịu trách nhiệm về xây dựng phát triển Nhà trường, phát triển cán bộ.
- Trực tiếp chỉ đạo thực hiện các mặt công tác: phát triển nguồn lực-cán bộ, tài chánh, công tác sinh viên, nghiên cứu khoa học, ngân sách (tài chánh) nghiên cứu khoa học, hợp đồng nghiên cứu khoa học và chuyển giao công nghệ, thông tin khoa học, công tác xuất bản, dịch vụ.

## Hoạt động nghiên cứu khoa học
- Phân hủy rác thải hữu cơ bằng phương pháp sinh học: Thí nghiệm thùng lên men 10 lít.
- Tham gia dự án CARD 013VIE05: Lên men, sấy và đánh giá chất lượng ca cao ở Việt Nam.[6]
- Báo cáo tổng kết hoạt động khoa học và công nghệ tuổi trẻ các trường Đại học Cao đẳng khối Nông – Lâm – Ngư – Thủy toàn quốc lần thứ năm giai đoạn 2009 – 2010.[7]
- "Khảo sát chất lượng men làm rượu và rượu Xuân thạnh, Trà vinh", Tạp chí Khoa học 2007:7 121-129 Trường Đại học Cần Thơ.
- Đề tài: "R.2.2. Biotechnology studies on Plant-Microbe interaction and their Biodiversity" (R.2.2. Công nghệ sinh học nghiên cứu về các tương tác khuẩn cây trồng và đa dạng sinh học) [8]
- "Sự cần thiết về việc tiếp cận đa ngành tại Đại học Cần Thơ" (Need for a multidisciplinary approach at Can Tho University), Hội thảo INREF, 23-24 tháng 4 năm 2004.[9]
- "Study on rice breeding for brown plant hopper resistance", Prof. Dr. Nguyen Anh Tuan (Promoter), Dr Ha Thanh Toan (Co-Promoter) [10]
- Chairman "Hội thảo Thủy sản quốc tế (IFS năm 2012)"(International Fisheries Symposium (IFS 2012)), 6-8/12/2012, Cần Thơ, Việt Nam.[11]
- Bài báo nghiên cứu "Analysis of ITS of the rDNA to infer phylogenetic relationships among Vietnamese Citrus accessions".[12]
- Future Topics of Common Interest for EU and SEA Partners in Food Quality, Safety and Traceability.[13]
- Pentraxins from Pangasius (Pangasianodon) hypophthalmus serum, International Lectin Meeting - Interlec 23.[14]

Và rất nhiều công trình nghiên cứu khoa học, phục vụ giảng dạy khác.